# Грумм-Гржимайло, Григорий Ефимович
Григо́рий Ефи́мович Грумм-Гржима́йло (5 (17) февраля 1860, Санкт-Петербург — 3 марта 1936, Ленинград) — русский и советский путешественник, географ, зоолог и лепидоптеролог, исследователь Западного Китая, Памира, Тянь-Шаня (1884—1890), Западной Монголии, Тувы и Дальнего Востока (1903—1914). Открыл Турфанскую впадину. Основные труды посвящены физической, политической, исторической географии и этнографии Центральной Азии, а также её энтомологии. Брат В. Е. Грум-Гржимайло.
Именем Грумм-Гржимайло назван перевал на хребте Сихотэ-Алинь, один из открытых им ледников на Памире и ледник на массиве Богдо-Ула.

## Биография
Отец, Ефим Григорьевич Грум-Гржимайло (1824—1870), выходец из польского дворянского рода Грум-Гржимайло, был известным специалистом свёклосахарного и табачного производств, служащим департамента внешней торговли министерства финансов. В 1867 году он неожиданно подал в отставку и открыл нотариальную контору, но вскоре умер, оставив вдовой с шестью детьми Маргариту Михайловну, урождённую Корнилович.
Обучался в Училище правоведения (1871—1873) и 3-й Санкт-Петербургской военной гимназии (1874—1879). Высшее образование получил в 1880—1884 годах на физико-математическом факультете Санкт-Петербургского университета. Особое влияние на выбор специальности энтомолога оказали лекции Н. П. Вагнера по зоологии беспозвоночных.
Сын Алексей Григорьевич Грумм-Гржимайло, в 1939—1941 годах — руководитель библиотеки РГО.

### Первые экспедиции на Памир
С 1884 года участвовал в ряде экспедиций в Средней Азии:
- в 1884 году — на северные склоны Памира, по Алайской долине, дошёл до Муксу и, перевалив Заалайский хребет, вышел к озеру Каракуль, позже в Каратегин
- в 1885 году — в горные бекства Бухары — Дарваз, Куляб, Каратегин, Бальджуан, Кабадиан, Гиссар, Шир-Абад, Гузар, Карши и Шаар
- в 1886 году — в западный Тянь-Шань — Нарын, Чатыр-Куль, а также в Кашгар и на северные склоны Памира (Алай и Кчи-Алай)
- в 1887 году — на Памир — Кудара, Рянг-Куль, Тагарма, Таш-курган, верховья Дангным-баш, восточные разветвления Гиндукуша, долина Ак-су-Мургаба.

Материалы экспедиций были доложены в Географическом обществе и опубликованы в 1890 году в книге фр. «Le Pamir et sa faune lépidoptérologique», составляющей IV том фр. «Mémoires sur les lépidoptères». Материалы по энтомологической фауне были переданы в Зоологический музей Академии наук, Географическое общество наградило Грумм-Гржимайло серебряной медалью и избрало его своим действительным членом.
Между последним путешествием на Памир (1887) и экспедицией 1889—1890 годов Грумм-Гржимайло летом 1888 года предпринимал поездку в Средний Урал, а в 1883 году занимался изучением лепидоптерологической фауны Калмыцких степей.

### Азиатская экспедиция 1889—1890 годов
Следующая экспедиция в Восточный Тянь-Шань и Наньшань оказалась самой большой и важной в научной карьере Грумм-Гржимайло. Она была организована Географическим обществом после смерти Пржевальского в 1889 году и позволила собрать богатый материал по этнографии и истории народов Центральной Азии.
Экспедиция стартовала 27 мая 1889 года из Джаркента, прошла через Восточный Тянь-Шань, горы Бэйшань и Наньшань, высокогорное озеро Кукунор и вышла к берегам реки Хуанхэ в ноябре 1890 года.
К югу от Тянь-Шаня недалеко от города Турфан была открыта глубокая котловина, дно которой занимало мелкое солёное озеро Айдынкёль. Глубина долины была определена как 130 метров ниже уровня океана. Уникальность долины привела к тому, что уже через несколько лет, в 1893 году, в ней были организованы регулярные метеорологические наблюдения.
Грумм-Гржимайло оказался первым из европейцев, кому удалось успешно поохотиться на лошадь Пржевальского. Впервые шкуру этого дикого скакуна привёз из Джунгарии Пржевальский, но самому добыть это редкое животное ему не удалось.
Результаты путешествия Грумм-Гржимайло оказались очень богатыми. Суммарная длина пути экспедиции составила 7250 км, в 30-ти местах были определены географические координаты, в 140 пунктах — абсолютные высоты. Кроме того, по ходу экспедиции проводились метеорологические наблюдения, были собраны 214 млекопитающих, 1150 птиц, 400 яиц с гнёздами, около 100 рыб, 105 пресмыкающихся и земноводных, 35 тысяч насекомых, 800 листов гербария и 850 образцов горных пород.
Отчёт о работе вышел в трёх томах под названием «Описание путешествия в Западный Китай», за который Грумм-Гржимайло удостоился различных наград и премий.

### Экспедиция в Монголию в 1903 году
В 1903 году Грумм-Гржимайло организовал экспедицию в Западную Монголию и Туву. Выйдя из Зайсана, исследователи пересекли долину Чёрного Иртыша и Монгольский Алтай и спустились в большую котловину, где расположены озёра Убсу-Нур, Хараусу, Харанур. После этого через гору Хархира, и хребет Танну-Ола экспедиция из Тувы прошла на Алтай — в Кош-Агач. Описание путешествия и собранные материалы Грумм-Гржимайло включил в свою монографию по Западной Монголии.
Григорий Ефимович Грумм-Гржимайло умер 3 марта 1936 года. Похоронен на Литераторских мостках Волковского кладбища. Надгробие (архитектор Роберт Каплан-Ингель) создано в 1948 году.

## Рецензии академика В. Бартольда на труды Грумм-Гржимайло
В своих рецензиях на труды Грумм-Гржимайло по истории Средней Азии, особенно «Историческое прошлое Бэй-шаня в связи с историей Средней Азии», академик В. В. Бартольд критично отзывался и писал: «труд, составленный на основании кропотливых изысканий, хотя и без настоящей исторической и филологической подготовки, не может пройти бесследно».

## Оценка научных взглядов Грумм-Гржимайло антропологом А.И. Ярхо
Один из основателей советской физической антропологии А. И. Ярхо писал о научных подходах Грумм-Гржимайло: «Вся история Монголии изображается Г. Е. Грум-Гржимайло в соответствии с его пониманием „расовой психики*. Всё „культурно-ценное*, прогрессивное объясняется голубоглазыми европеоидами, всё пассивное, „варварское"— малоценными монголоидами». Его труд «Западная Монголия и Урянхайский край», изданный в 1926 году, представляет собой опыт изучения истории Центральной Азии в свете расовой «нордоманской» гипотезы.
Грумм-Гржимайло подчёркивал: «Я всецело разделяю мнение Ле Бон, что высказывавшееся неоднократно положение о равенстве людей и рас как нельзя более ошибочно. Каждая раса, думается мне, имеет ей присущие психические черты, почти столь-же стойкие и определенные, как и признаки физические, причем и перемены в них происходят столь же медленно, как и в этих последних. Совокупность психических признаков, нравственных и умственных составляет дух расы, который отличает ее от других и которым проникнуты ее учреждения, искусства и верования».

## Награды

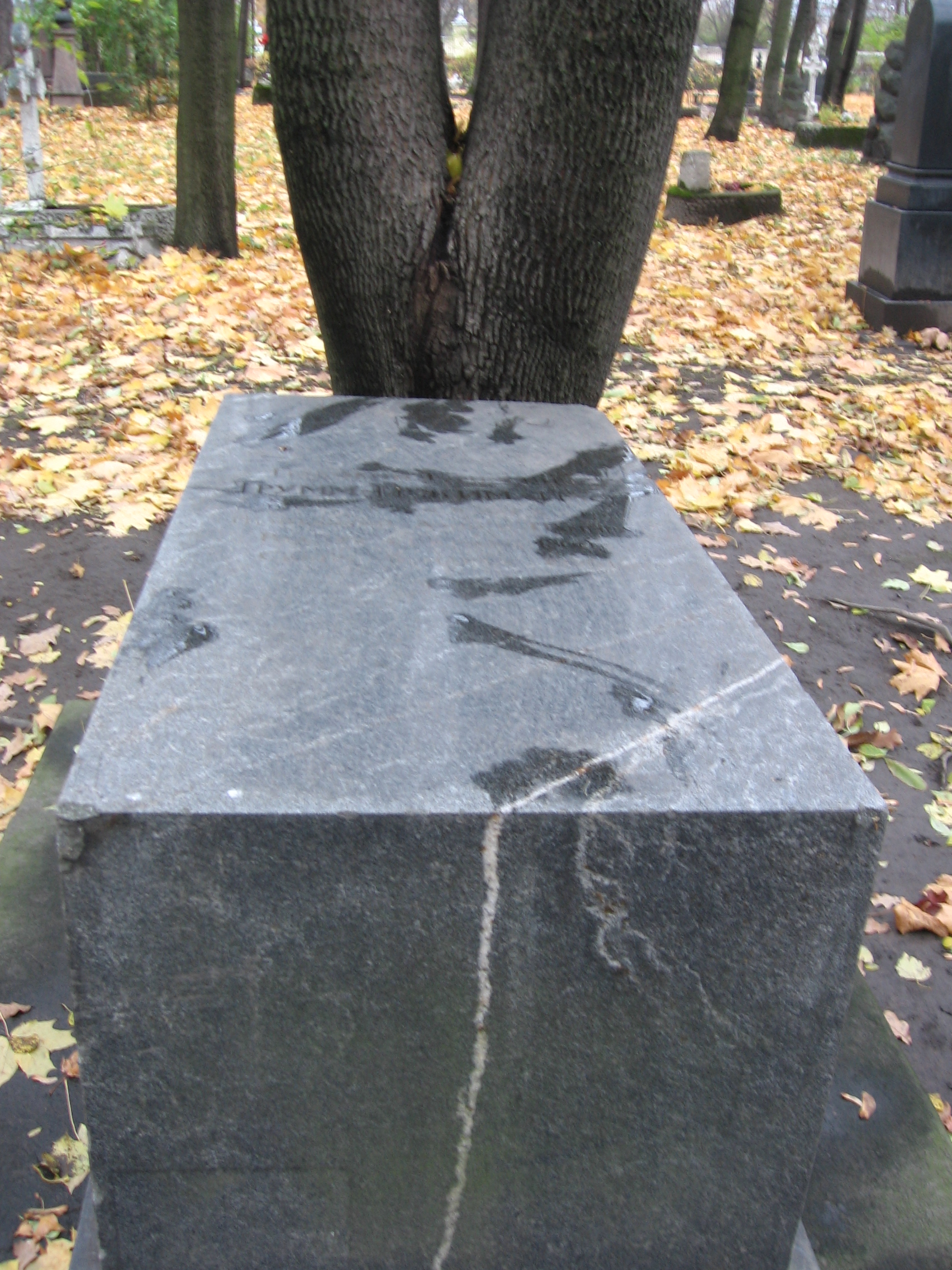
Надгробие Г. Е. Грумм-Гржимайло на Литераторских мостках

- Орден Святого Владимира 4 степени (1891)
- Премия Пржевальского (1891)
- Премия Парижской Академии наук
- Константиновская медаль (1907)

## Память
В Санкт-Петербурге на доме № 2б по улице Графтио в 1946 году была открыта мемориальная доска (скульптор Л. А. Гаспарян) с текстом: «В этом доме жил и умер (1912—1936) знаменитый путешественник по Памиру и Центральной Азии Г. Е. Грумм-Гржимайло».
С 1904 по 1912 год проживал в доме № 104 по наб.р. Мойки.
В честь Г. Е. Грумм-Гржимайло названо более десятка новых видов бабочек:
- Pheosia grummi (Christoph, 1885) (Notodontidae)
- Dasorgyia grumi (Staudinger, 1901) (Erebidae: Lymantriinae)
- Isochlora grumi Alpheraky, 1892 (Noctuidae)
- Acronicta grumi (Alpheraky, 1897) (Noctuidae)
- Heliophobus grumi (Alpheraky, 1892) (Noctuidae)
- Colias grumi (Alpheraky, 1897 (Pieridae)
- Glaucopsyche grumi (Forster, 1937) (Lycaenidae)
- Turanana grumi (Forster, 1937) (Lycaenidae)
- Melanargia grumi (Standfuss, 1892)
- Karanasa grumi Avinov et Sweadner, 1951 (Satyridae) и др.,

а также другие насекомые, в том числе:
- Deracanthus grumi Suvorov, 1910 (Orthoptera, Deracanthidae)
- Amara grumi Tschitscherin, 1894 (Coleoptera, Carabidae)
- Aphodius grumi Frolov, 2002 (Coleoptera, Scarabaeidae)
- Eodorcadion grumi Breuning, 1966 (Coleoptera, Cerambycidae)
- Xylotrechus grumi Semenov, 1889 (Coleoptera, Cerambycidae)
- Anthocopa grumi (Morawitz, 1894) (Hymenoptera, Megachilidae) и др.

## Прочие сведения
В различных источниках фамилия Грум-Гржимайло пишется по-разному: в одних — с одной «м», «Грум», в других — с двумя «м», «Грумм». В 1918 году изменились правила русского языка, и из фамилии исчезла четырнадцатая буква «ъ» (до 1918 года фамилию писали рус. дореф. Грумъ-Гржимайло). Будучи человеком суеверным, Григорий Ефимович, чтобы в фамилии не было тринадцати букв, добавил четырнадцатую букву к фамилии. Получилась фамилия Грумм-Гржимайло. Только у него и его потомков фамилия с двумя «м».